# Putovnica Azerbajdžana
Azerbajdžanska putovnica je javna putna isprava koja se državljaninu Azerbajdžana izdaje za putovanje i boravak u inozemstvu, kao i za povratak u zemlju.
Za vrijeme boravka u inozemstvu, putna isprava služi njenom imaocu za dokazivanje identiteta i kao dokaz o azerbajdžanskom državljanstvu. Azerbajdžanska putovnica izdaje se za neograničen broj putovanja.
Građani Azerbajdžana mogu putovati bez potrebe za vizu u Rusiju i u skoro sve zemlje koje su nekada bile u sastavu SSSR-a. Građanima Azerbajdžana potrebna je viza za ulazak u Republiku Hrvatsku.

## Jezici
Putovnica je ispisan azerbajdžanski i engleskim jezikom kao i osobne informacije nositelja.

### Stranica s identifikacionim podacima
- Sliku nositelj putovnice
- Tip ("P" za putovnicu)
- Kod države
- Serijski broj putovnice
- Prezime i ime nositelja putovnice
- Državljanstvo
- Datum rođenja (DD. MM. GGGG)
- Pol (M za muškarce ili F za žene)
- Mjesto rođenja
- Datum izdavanja (DD. MM. GGGG)
- Potpis nositelja putovnice
- Datum isteka (DD. MM. GGGG)
- Autoritet